# المقفورى (الشرية)

تعديل مصدري - تعديل

المقفورى هي إحدى قرى عزلة آل غنيم بمديرية الشرية التابعة لمحافظة البيضاء، بلغ تعداد سكانها 533 نسمة حسب تعداد اليمن لعام 2004.